# Пуля в голове
«Пуля в голове» (喋血街頭, Die xue jie tou) — кинофильм, боевик режиссёра Джона Ву, вышедший на экраны в 1990 году.

## Сюжет
Действие фильма происходит в 1967 году.
Трое неразлучных друзей — А Би, Фай и Винг — живут в Гонконге, охваченном волнениями и беспорядками. Их жизнь тяжела, но в ней есть место простым человеческим радостям. Один из героев, А Би, женится на девушке по имени Джейн. Но в день свадьбы друзья случайно убивают главаря местной преступной группировки и вынуждены скрываться. Влюблённым приходится расстаться. Втроём герои решают в поисках лучшей жизни отправиться во Вьетнам, где идёт война.
Чтобы заработать на жизнь, они берутся доставить сомнительный товар некоему господину Леонгу, воротиле подпольного бизнеса и содержателю публичного дома. Однако во Вьетнаме они оказываются на месте покушения на высокопоставленного офицера АРВ, а товар, предназначенный для Леонга, погибает во взрыве, устроенном террористом-смертником. Не зная, как лучше выйти из положения, герои знакомятся с работающим на Леонга киллером Люком. Винг загорается идеей о власти оружия и просит Люка снабдить его пистолетом. Он хочет стать влиятельным и богатым человеком, в противоположность своему отцу-дворнику, и клянётся, что убьёт всех, кто ему помешает.
Тем временем А Би знакомится с Салли Йен, певицей из Гонконга, которую Леонг обманом заставил работать в его клубе. А Би хочет помочь Салли Йен, так как она напоминает ему брошенную в Гонконге Джейн, а увидев, что во Вьетнаме столько же насилия, что и в его родном Гонконге, твёрдо решает изменить ситуацию. Также выясняется, что Люк влюблён в Салли Йен и уже пытался помочь ей сбежать, но влюблённые были пойманы людьми Леонга, Люка жестоко избили. Вчетвером с Люком друзья решают ограбить Леонга, а заодно отобрать у него паспорт Йен. Развязав в клубе Леонга серьёзную перестрелку, четверо захватывают ящик с принадлежавшими тому золотыми слитками и находят паспорт Салли Йен, но та в ходе перестрелки погибает. Друзья бегут из охваченного войной Вьетнама, их преследуют бандиты и солдаты АРВ; в конечном счёте они наталкиваются на отряд Вьетконга и попадают в плен, скрыться удаётся одному Люку.
А Би, Фай и Винг переживают ужасы вьетнамского лагеря. Когда в ящике с золотом Леонга вьетконговцы находят разведданные ЦРУ, переданные тому коррумпированными офицерами южновьетнамской армии, друзей начинают подозревать в связях с ЦРУ и устраивают им допрос. В качестве развлечения партизаны заставляют их расстреливать американских пленных, но в этот момент появляется Люк с отрядом американских солдат. В завязавшейся бойне друзьям удаётся сбежать, но А Би и Фая ранят. Фай криками просит Винга помочь ему, но тот, завладевший ящиком с золотом, становится одержимым, и стреляет Фаю в голову, чтобы тот не демаскировал его в поле, кишащем партизанами. Силой захватив в деревне лодку, Винг скрывается в неизвестном направлении.
Поправившись после ранения, А Би навещает ставшего инвалидом Люка. Тот сообщает ему, что Фай выжил, но пуля ещё находится у него в голове, и он сходя с ума от страшных болей, ведёт жизнь бездомного наркомана и преступника. А Би пробует навестить Фая, но тот не узнаёт старого друга и даже пытается его убить. А Би, не в силах выносить жалкий вид своего лучшего друга, убивает Фая. Перед смертью тот как будто приходит в себя и жестом просит прекратить его жизнь.
Попрощавшись с Люком, А Би возвращается в Гонконг, где встречается с Джейн и узнаёт, что у него есть сын, которого, по иронии судьбы, назвали Фаем. У А Би остаётся ещё одно дело. Он приходит в офис некоей компании, к только что ставшему её главой Вингу. Он в присутствии директоров компании обвиняет Винга в убийстве друга ради денег и в доказательство показывает череп Фая с пулевым отверстием. Но Винг отметает все обвинения. Тогда А Би мстит Вингу: финальная сцена включает автомобильную погоню и кровавую перестрелку.

## В ролях
- Тони Люн Чу Вай — А Би
- Джеки Чун — Фай
- Уэйз Ли — Винг
- Саймон Ям — Люк
- Фэнни Юэн — Джейн
- Ёлинда Ям — Салли Йен

## Съёмки
- Для американского проката фильма имена главных героев были заменены на американские: Бэн (А Би), Фрэнк (Фай) и Пол (Винг).
- Сцена, где Фая в баре Леонга вынуждают выпить залпом бутылку крепкого напитка, была существенно сокращена. Было вырезано продолжение, где Леонг после этого заставляет всех троих друзей выпить по кружке мочи. Эта же сцена является отсылкой к раннему фильму Джона Ву — "Светлое будущее" , где эту историю рассказывает Марк (Чоу Юньфат).
- Альтернативная финальная сцена была намного короче прокатной. В ней А Би убивает Винга прямо в конференц-зале, накинув ему на голову пиджак точно так же, как Винг сделал это с Файем.